# Немирович, Ян
Ян Немирович (умер до 1465) — государственный деятель и дипломат Великого княжества Литовского, наместник клецкий (1444), маршалок господарский (1444), член великокняжеской рады (1452).

## Биография
Представитель литовского шляхетского рода Немировичей герба «Ястржембец». Сын Яна Немиры, конюшего великого князя литовского Витовта и наместника полоцкого. Братья — Андрей (Андрюшка), наместник витебский Николай и Федор (Федька).
Впервые Ян Немирович упоминается в источниках с 1432 года, когда он в качестве гонца сообщил польскому королю Владиславу II Ягелло в Сандомире о победе Сигизмунда Кейстутовича над Свидригайло Ольгердовичем. Ян Немирович поступил на службу польскому королю Владиславу Варненчику, а может быть и ранее — его отцу Владиславу II Ягелло.
В награду за верную службу польский король Владислав Варненчик в 1443 году пожаловал ему во владение село Жулин в Хелмской земле. В 1444 году Ян Немирович вместе с Станком Мордасом ездил с посольством к великому магистру Тевтонского ордена.
В 1440-х и 1450-х годах Ян Немирович появляется в окружении короля польского и великого князя литовского Казимира Ягеллончика, младшего сына Владислава Ягелло. Он был одним из свидетелей в документах Казимира (1444, 1449, 1451). В 1445—1446 годах от имени Казимира Ян Немирович участвовал в петркувском сейме.
Член великокняжеской рады. 23 апреля 1452 года Ян Немирович принимал участие в съезде в Вильно вместе с Андреем и Якубом Немировичами. Среди участников съезда упоминались князь Иван Владимирович, воевода виленский Ян Гаштольд, воевода трокский Ян Монивидович, каштелян виленский Судзивой Волимонтович, маршалок земский и наместник новогрудский Пётр Монтигердович, каштелян трокский и наместник витебский Начка Гинвилович, наместник полоцкий Андрей Сакович, Радзивилл Остикович, Ян Гойсевич и генеральный староста жемайтский Ян Кезгайлович.
В 1453 году Ян Немирович был делегатом от имени ВКЛ на несостоявшийся сейм в Парчеве. Он входил в состав польско-литовской делегации, отправленной во Вроцлав, чтобы вести переговоры о браке Казимира с Елизаветой Габсбург. Ян Немирович был одним из представителей короля Казимира при ведении переговоров о добрачном соглашении между польским королем и Елизаветой Австрийской.
За верную службу Казимир Ягеллончик пожаловал Яну Немировичу многочисленные поместья. Среди его владений, полученных от Казимира, были села Церанув, Кадлубы, Боратинец, Бацики и Добромысль под Клецком (около 1450 года).
Ян Немирович скончался до 1465 года.

## Семья
Был женат на некой Маргарите (ум. после 1472), происхождение которой неизвестно. Дети:
- Якуб Немирович-Щит (ум. 1493/1494), наместник брестский, маршалок господарский, наместник брянский
- Катаржина Немирович[пол.] (ум. после 1505), жена старосты дрохичинского Петра Пашковича Струмило (ум. 1486), родоначальника рода Кишек.

После смерти Яна Немировича его имущество было разделено между его потомками, и постепенно перешло в другие семьи по наследству или после продажи, в том числе:
- Бацики к Ильиничам (наследники Яна Немировича)
- Следзянув, Бажыски и Хутковице к Козинским (после Иржиковичей)
- Церанув и Кадлубы к князьям Глинским (наследники Яна Немировича), Галашковским и Марушевским.